# Lemaireia schintlemeisteri
Lemaireia schintlemeisteri is een vlinder uit de familie van de nachtpauwogen (Saturniidae). De wetenschappelijke naam van de soort is voor het eerst geldig gepubliceerd door Nassig & Lampe.